# Прапор Індії
Національний прапор Індії — державний прапор Індійської Республіки, затверджений на засіданні Законодавчих зборів 22 липня 1947 року, за 24 дні до офіційного проголошення незалежності Індії від Британії 15 серпня 1947 року. Він служив державним прапором Домініону Індія до 26 січня 1950 року, а після цієї дати — прапором Республіки Індія. В Індії під терміном «триколор» (гінді तिरंगा, Tirangā) майже завжди розуміється саме цей прапор. Крім цивільного державного, прапор має функцію військового прапора Індійської армії.

## Дизайн

### Конструкція прапора
|                     |
| Конструкція прапора |

Відповідно до Кодексу прапору Індії, індійський прапор має ширину:висоту співвідношення сторін 3:2. Усі три горизонтальні смуги прапора (шафранова, біла та зелена) мають однакові розміри. Чакра Ашоки має двадцять чотири рівномірно розташовані спиці.
Розмір чакри Ашоки не вказано в коді прапора, але в розділі 4.3.1 «IS1: Виробничі стандарти для індійського прапора» є таблиця, яка описує конкретні розміри прапора та чакри (відтворюється поруч).
| Розмір прапора | Ширина і висота (мм) | Діаметра Чакри Ашока (мм) |
| -------------- | -------------------- | ------------------------- |
| 1              | 6300 × 4200          | 1295                      |
| 2              | 3600 × 2400          | 740                       |
| 3              | 2700 × 1800          | 555                       |
| 4              | 1800 × 1200          | 370                       |
| 5              | 1350 × 900           | 280                       |
| 6              | 900 × 600            | 185                       |
| 7              | 450 × 300            | 90                        |
| 8              | 225 × 150            | 40                        |
| 9              | 150 × 100            | 25                        |

### Кольори
І код прапора, і IS1 вимагають, щоб чакра Ашоки була надрукована або намальована на обох сторонах прапора темно-синім кольором. Нижче наведено список визначених відтінків для всіх кольорів, що використовуються на національному прапорі, за винятком темно-синього, з «IS1: Виробничі стандарти для індійського прапора», як визначено в Специфікаціях кольорів CIE 1931 року з освітлювач C. Темно-синій колір можна знайти в стандарті IS:1803–1973.
| Колір                      | X     | Y     | Z     | Яскравість, відсоток |
| -------------------------- | ----- | ----- | ----- | -------------------- |
| Індійський шафран (Kesari) | 0.538 | 0.360 | 0.102 | 21.5                 |
| Білий                      | 0.313 | 0.319 | 0.368 | 72.6                 |
| Індійський зелений         | 0.288 | 0.395 | 0.317 | 8.9                  |

Зауважте, що значення, наведені в таблиці, відповідають колірному простору CIE 1931. Приблизні значення RGB для використання можуть бути такими: індійський шафран #FF671F, білий #FFFFFF, індійський зелений #046A38, темно-синій #06038D. Найближчими до цього значеннями Pantone є 165 C, White, 2258 C і 2735 C.
| Кольорова схема | Індійський шафран (Kesari) | Білий       | Зелений    | Темно-синій |
| --------------- | -------------------------- | ----------- | ---------- | ----------- |
| Pantone         | 165 C                      | 000 C       | 2258 C     | 2735 C      |
| CMYK            | 0-60-88-0                  | 0-0-0-0     | 96-0-47-58 | 96-98-0-45  |
| HEX             | #FF671F                    | #FFFFFF     | #046A38    | #06038D     |
| RGB             | 255,103,31                 | 255,255,255 | 4,106,56   | 6,3,141     |

## Історія

Прапор Британської Індії, 1858—1947

Прапор Індійського національного конгресу (1931)

Дизайн прапора був складений в 1947 році на основі прапора партії Індійський національний конгрес, у свою чергу створеного Пінґалі Венкайєю і вперше представленого на сесії Всеіндійського комітету цього конгресу в Безваді в 1912 році. Пізніше за ініціативою М. Ганді на прапор помістили зображення самопрядки-«чархи», надалі прибране.
Прапор складається з трьох горизонтальних смуг рівної ширини «глибокого шабранового» кольору наверху, білого посередині і зеленого унизу. В центрі синє зображення Чакри Ашоки (Дхармачакри), що була зображена на «Левовій капітелі» на вершині Колони Ашоки у Сарнатхі. Діаметр чакри на прапорі має бути 3/4 ширини смуги. Співвідношення ширини до довжини прапора 2:3. За офіційними специфікаціями, прапор має виготовлятися з кхаді, типу зітканої вручну індійської тканини, використання якої активно просував Махатма Ганді. Хоча ці специфікації поважаються державними установами Індії, в інших випадках використовуються й інші тканини. Використання прапора регулюється Кодексом індійського прапора.